# Oenanthe monticola
Oenanthe monticola là một loài chim trong họ Muscicapidae.